# Duo (film)
Pour les articles homonymes, voir Duo (homonymie).
Pour plus de détails, voir Fiche technique et Distribution.
Duo  est un film québécois de Richard Ciupka, sorti en 2006.

## Fiche technique
- Titre : Duo
- Réalisateur : Richard Ciupka
- Scénariste : Sylvie Desrosiers et Sylvie Pilon
- Montage : Arthur Tarnowski
- Photo : Bernard Couture
- Directeur artistique : Marc Ricard
- Création des costumes : Mariane Carter
- Société(s) de production : Les Films Vision 4
- Genre : Comédie
- Durée : 104 minutes
- Dates de sortie : 
  - Canada : 16 juin 2006

## Distribution
- François Massicotte : Jules Simard
- Anick Lemay : Pascale Lachance
- Gildor Roy : Étienne Poulin
- Julie McClemens : Marquise Bureau
- Serge Postigo : Francis Roy
- Claudine Paquette : Édith
- Sandrine Bisson : Mochika Full Vide
- Marido : elle-même
- Amélie Grenier : Anne-Marie
- Jamil : Gilles
- Tim Rozon : Lewis
- Maleïka Beauchamp : Figurante
- Denis Gravereaux : Mr Léger
- Jean-Maxime Marleau : Figurant